# Arthur Schopenhauer
Arthur Schopenhauer (tiếng Đức: [ˈaɐtʊɐ ˈʃoːpm̩haʊɐ] ⓘ; phiên âm tiếng Việt: Sôpenhaoơ; 22 tháng 2 năm 1788 – 21 tháng 9 năm 1860) là một nhà triết học duy tâm người Đức, nổi tiếng với trước tác Thế giới như là ý chí và biểu tượng xuất bản năm 1818. Trong danh tác này, Schopenhauer lý luận rằng thế giới hiện tượng (phenomenal) thực chất là sản phẩm của ý chí vật-tự-nó (noumenon). Xây dựng trên nền tảng triết học duy tâm siêu nghiệm của Immanuel Kant (1724–1804), ông đã phát triển một hệ thống luân lý và siêu hình vô thần bác bỏ những ý tưởng thời thượng lúc bấy giờ của trào lưu duy tâm Đức. Schopenhauer là một trong những trí thức phương Tây thế hệ đầu chia sẻ nhiều tư tưởng chung với triết học Ấn Độ, chẳng hạn như sự khổ tu, sự chối bỏ bản thân, và ý niệm cho rằng thế giới là sự phô chiếu ảo ảnh. Một số học giả coi các công trình triết học của ông là ví dụ điển hình của chủ nghĩa bi quan triết học. Lý thuyết siêu hình của ông chính là nền tảng cho các tác phẩm về đề tài tâm lý học, mỹ học, đạo đức học và chính trị học, Phật học những tác phẩm đã để lại tầm ảnh hưởng tới các danh nhân sau này như Friedrich Nietzsche, Wagner, Ludwig Wittgenstein, Sigmund Freud và nhiều người khác.

## Cuộc đời

### Tuổi trẻ

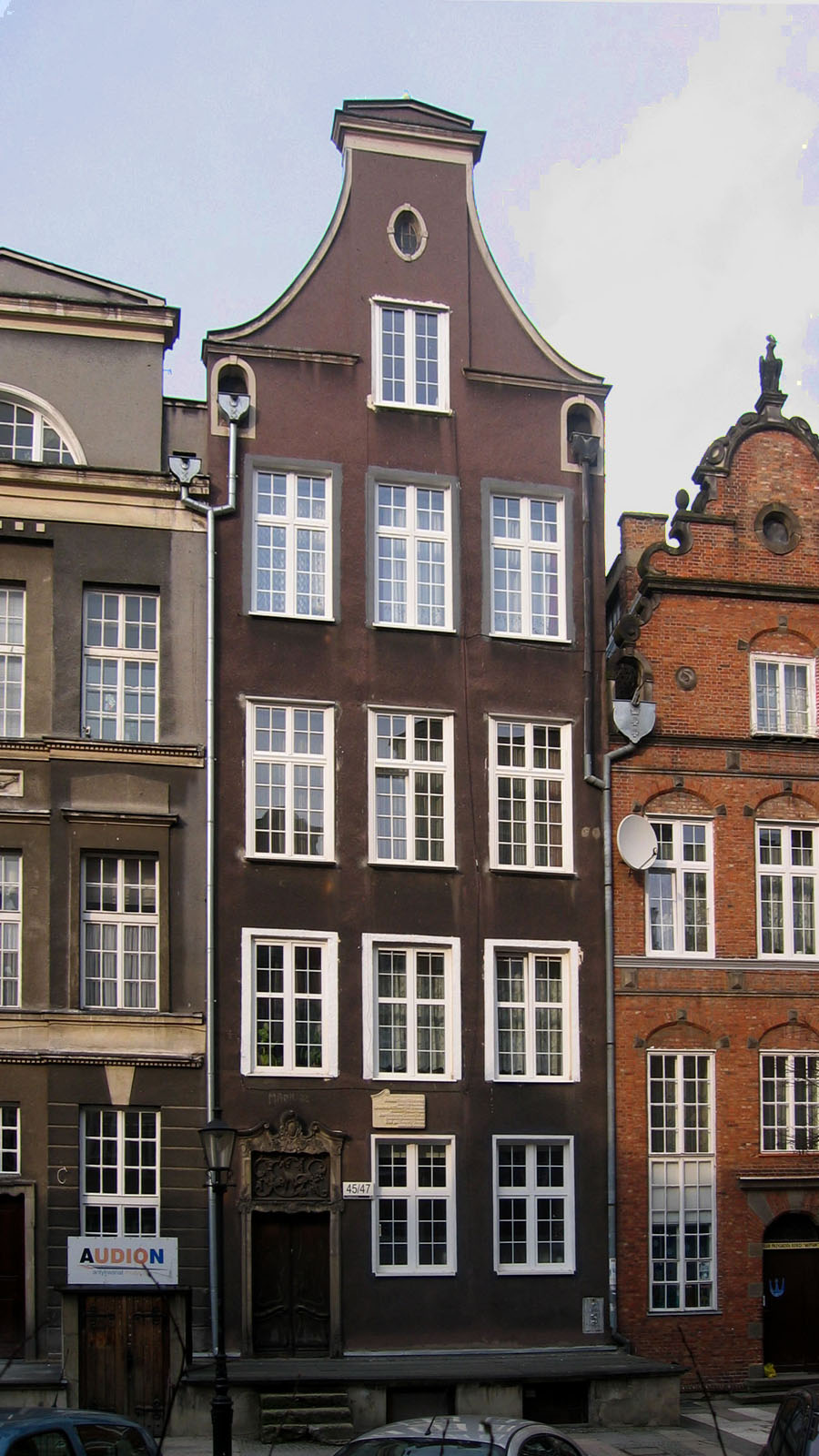
Ngôi nhà nằm trên phố Św. Ducha (từng được gọi là Heiligegeistgasse) nơi Schopenhauer chào đời

Arthur Schopenhauer sinh ngày 22 tháng 2 năm 1788 tại Heiligegeistgasse (nay là Św. Ducha 47) thuộc Danzig (khi đó là một phần của khối Ba Lan-Litva; nay là Gdańsk, Ba Lan). Cha ông là Heinrich Floris Schopenhauer (1747–1805) và mẹ ông là Johanna Schopenhauer (nhũ danh Trosiener; 1766 –1838). Hai phía thông gia của Schopenhauer đều là những gia đình Đức-Hà Lan giàu có. Cha mẹ ông không theo đạo; ủng hộ Cách mạng Pháp,  và đều có lập trường cộng hòa, theo chủ nghĩa thế giới và cực kỳ mến mộ đất nước Anh. Khi Phổ sáp nhập Danzig vào năm 1793, Heinrich chuyển đến sống tại Hamburg-một thành phố tự do với hiến pháp cộng hòa. Adele Schopenhauer, người em gái duy nhất của Arthur, chào đời vào ngày 12 tháng 7 năm 1797.
Cùng năm 1797, Arthur được gửi đến Le Havre sống chung với gia đình của một cộng tác kinh doanh của người cha tên là Grégoire de Blésimaire. Ông có vẻ khá thích thú và tận hưởng hai năm ở đó. Ông học nói tiếng Pháp và phát triển tình bạn lâu dài với Jean Anthime Grégoire de Blésimaire. Từ năm 1799, Arthur bắt đầu chơi sáo.:30 Năm 1803, ông cùng cha mẹ đi phiêu du khắp châu Âu qua Hà Lan, Anh, Pháp, Thụy Sĩ, Áo rồi Phổ. Cha của Arthur, Heinrich, cũng nhân chuyến du lịch này gặp gỡ một số đối tác kinh doanh ở nước ngoài.
Heinrich cho Arthur hai lựa chọn: hoặc là ông ở nhà và chuẩn bị hành trang lên đại học, hoặc là ông tiếp tục đi cùng cha mẹ học hỏi để mai sau theo nghiệp thương nhân. Arthur quyết định đi cùng cha mẹ, tuy về sau hối hận vì quá trình huấn luyện thương nhân rất tẻ nhạt. Ông đã dành 12 tuần của chuyến đi để tham dự trường học ở Wimbledon, nơi ông thấy khá thất vọng bởi Anh giáo quá nghiêm khắc và nông cạn về mặt trí tuệ. Về sau ông chỉ trích gay gắt Anh giáo mặc dù vẫn yêu mến đất nước và con người Anh quốc. Ông hồi ấy cũng phải chịu rất nhiều áp lực từ người cha nghiêm khắc, chú trọng vào việc học hành của con cái.
Năm 1805, Heinrich chết đuối trong một con kênh gần ngôi nhà ở Hamburg. Mặc dù đây có thể chỉ là một tai nạn đáng tiếc, song vợ và con trai tin rằng ông ấy đã tự tử. Heinrich có triệu chứng lo âu và trầm cảm, căn bệnh tinh thần mà đã dần lộ rõ hơn khi ông về già. Heinrich trở nên nhặng xị tới nỗi ngay cả vợ ông cũng bắt đầu nghi ngờ sức khỏe tâm thần của ông. Tác giả tiểu sử Rüdiger Safranski cho rằng "trong cuộc đời của người cha ấy, tồn tại một nguồn sợ hãi mơ hồ và đen tối nào đó mà sau đã khiến ông tự lao vào cái chết từ gác mái của ngôi nhà ở Hamburg."
Arthur cũng thể hiện tâm trạng bất thường khi còn trẻ, nhận rằng ông thừa hưởng nó từ người cha. Bệnh tâm thần có lẽ là thứ di truyền bên họ cha ông. Bất chấp điều đó, Schopenhauer rất yêu mến và tôn vinh người cha mình. Heinrich Schopenhauer để lại khối tài sản thừa kế kếch xù, được chia đôi cho Johanna và các con. Arthur Schopenhauer nhận phần tài sản khi đến tuổi thành niên. Ông đầu tư thận trọng vào trái phiếu chính phủ và kiếm được số tiền lãi hàng năm cao gấp đôi lương của một giáo sư đại học. Sau khi bỏ nghề buôn bán, theo sự khuyến khích của mẹ, ông chuyên tâm vào việc học tại Gymnasium Ernestine, Gotha, ở Saxe-Gotha-Altenburg. Trong thời gian này, ông cũng tận hưởng cuộc sống xã giao với giới quý tộc địa phương, tiêu xài một số tiền lớn, khiến người mẹ giản dị của ông vô cùng lo lắng. Ông rời Gymnasium sau khi viết một bài thơ châm biếm một trong những hiệu trưởng của trường. Mặc dù Arthur kể rằng ông tự nguyện bỏ học, song thư từ ông trao đổi với mẹ đã xác nhận rằng ông bị nhà trường đuổi.

## Triết lý

### Thế giới ảo mộng
Schopenhauer tự coi triết học của mình là sự mở rộng bổ sung triết học của Kant. Ông sử dụng kết quả nhận thức luận của Kant (chủ nghĩa duy tâm siêu nghiệm) làm xuất phát điểm cho triết học của mình. Kant lập luận rằng thế giới thực nghiệm về bản chất là phức hợp những diện mào chỉ tồn tại và diễn ra trong đầu óc ta đã được phóng chiếu ra bên ngoài. Schopenhauer không phủ nhận rằng thế giới bên ngoài tồn tại một cách thực nghiệm, mà ông đồng tình với Kant và cho rằng, kiến thức và trải nghiệm của chúng ta về thế giới luôn luôn gián tiếp. Schopenhauer khẳng định lại điều này bằng câu văn mở đầu trong triết tác Die Welt als Wille und Vorstellung như sau: "Thế giới là sự đại diện của ta (Die Welt ist meine Vorstellung)". Mọi thứ mà ta nhận thức được (toàn bộ thế giới) tồn tại như một khách thể trong quan hệ với một chủ thể — một 'đại diện/phô ra/chiếu ra' (Vorstellung) cho một chủ thể. Do đó, mọi thứ thuộc về thế giới đều 'phụ thuộc vào chủ thể'. Trong Chương I của Die Welt als Wille und Vorstellung, Schopenhauer xem xét thế giới từ góc độ này, tức ông coi thế giới như là sự đại diện là Vorstellung (sự tưởng tượng).

### Thế giới ý chí
Trong Chương II của Die Welt als Wille und Vorstellung, Schopenhauer bàn về thế giới nằm ngoài khía cạnh tồn tại trước mắt ta — tức là khía cạnh thế giới nằm ngoài sự đại diện, đồng nghĩa với thế giới như là "tự-thân-nó" hoặc "noumena", cũng chính là bản chất nội tại của nó. Schopenhauer lập luận rằng cái bản thể tự-nó của vạn vật chính là ý chí (Wille). Thế giới thực nghiệm xuất hiện trước mắt chúng ta dưới dạng đại diện có tính đa tạp và được sắp xếp theo khuôn khổ không-thời. Thế giới, với tư cách là sự vật tự-nó, phải tồn tại bên ngoài những dạng thức chủ quan của không-thời gian. Mặc dù thế giới tự biểu hiện trước trải nghiệm của chúng ta dưới dạng vô số các khách thể ("sự khách quan hóa" của ý chí), song mỗi yếu tố của sự đa dạng này đều sở hữu một cái bản chất mù quáng chung luôn phấn đấu để hướng tới sự tồn tại và sự sống. Lý tính của con người chỉ là một hiện tượng hạng hai không phân biệt con người với phần còn lại của tự nhiên ở mức độ cơ bản nhất. Schopenhauer cho rằng khả năng nhận thức tiên tiến của con người phục vụ cái kết của tiến trình ý chí—một sự phấn đấu phi logic, bất hướng, không ngừng, khiến con người phải chịu đựng một cuộc sống đau khổ không được đền đáp bởi bất kỳ mục đích cuối cùng nào. Triết lý của Schopenhauer về ý chí như một thực tại căn bản đằng sau cái thế giới đại diện thường được gọi là chủ nghĩa tự nguyện siêu hình.